# Gaoqiao, Fujian
Gaoqiao (kinesiska: 高桥) är en köping i sydöstra Kina. Den ligger i stadsdistriktet Shaxian i staden Sanming i provinsen Fujian,  omkring 160 kilometer väster om provinshuvudstaden Fuzhou. Antalet invånare är 12 640. Befolkningen består av 6 063 kvinnor och 6 577 män. Barn under 15 år utgör 21,0 %, vuxna 15-64 år 66 %, och äldre över 65 år 11,0 %.